# اسکات آلتمن
اسکات داگلاس "اسکوتر" آلتمن (به انگلیسی: Scott Douglas "Scooter" Altman) فضانورد اهل ایالات متحده آمریکا است که در ۱۵ اوت ۱۹۵۹ میلادی در لینکولن، ایلی‌نوی زاده شد. وی در مأموریت اس‌تی‌اس-۹۰، اس‌تی‌اس-۱۰۶، اس‌تی‌اس-۱۰۹، اس‌تی‌اس-۱۲۵ حضور داشته است.